# Kopylský val

Kopylský val (2001)

Kopylský val a roviny na jeho okraji (1977)

Kopylský val (bělorusky Капыльская града, rusky Копыльская гряда) je přirozená táhlá vyvýšenina, která se nachází v jihozápadní části Běloruska, a jižní větev Běloruského valu.

## Charakteristika

### Poloha
Val zaujímá jihozápadní část Minské oblasti, jihovýchodní část Hrodenské oblasti a severovýchodní část Brestské oblasti. Má hranici s Minskou a Navahrudskou vysočinou a Centralnabjarezinskou a Baranavickou rovinou. Táhne se od západu na východ v délce 100 km, od severu k jihu v rozmezí 45 až 50 km. Val se rozkládá na ploše o rozloze 0,7 tis. km². Nejvyšší bod dosahuje výšky 243 metrů nad mořem a leží na území Pacejkaŭského selsovětu a současně je nejvyšším bodem Kopylského rajónu. Relativní výška Kopylského valu je asi 84 metrů.

### Podklad
Kopylský val leží na krystalickém fundamentu Běloruské anteklízy, který je v některých místech překryt pouze usazeninami z období pleistocénu. V sedimentárních vrstvách lze nalézt také vrstvy svrchního devonu, křídy, paleogénu a neogénu. Struktura vrstvy z dob pleistocénu se vyznačuje silnějším podílem ledovcových útvarů (hlinitopísčité marény, fluvioglaciální písky a štěrky, jiné) čtyřmi zaledněními a také periglaciálními a meziledovými horninami (rašelina, jíl, saprapel, spraš).

### Reliéf a vodstvo
Kopylský val je marginální ledovcový útvar. Reliéf střední části je rovinný, na okraji značně členitý. Součástí Kopylského valu je více malých koncových morénových valů, jde o Jušavický, Skabinský, Bratkaŭský, Staraselský val. Ke svahům a mezivalovým sníženinám se přimykají kamy a kamové masivy. Kopylský val je součástí rozvodí mezi řekami v povodí Pripjatě (Nača, Laň, Morač, Lakněja) a Němenu (Vědžma, Vuša a Vyňa). Zalesněno je asi 20% území, orná půda zabírají až o 60%.